# Motta Camastra
Motta Camastra es una localidad italiana de la provincia de Mesina, región de Sicilia, con 870 habitantes.

Ubicación de la ciudad de Motta Camastra dentro de la provincia de Mesina.

## Evolución demográfica
| Gráfica de evolución demográfica de Motta Camastra entre 1861 y 2001 |
|                                                                      |
| Fuente ISTAT - Elaboración gráfica por parte de Wikipedia            |